# Storm (Victor Crone-sang)
 For alternative betydninger, se Storm (flertydig). (Se også artikler, som begynder med Storm)
Storm er en sang, der er udført af den svenske sanger Victor Crone. Sangen vil repræsentere Estland i Eurovision Song Contest 2019 i Tel Aviv. Sammen med Victor vises en estisk skuespillerinde og sanger Saara Kadak kortvarigt på scenen, for at støtte Victor under sangen. 
Sangen er skrevet af Stig Rästa, som også skrev de estiske bud til Eurovision Song Contest 2015 og Eurovision Song Contest 2016, og som synger bagvokal under liveoptrædener af "Storm".